# A Day in the Life
"A Day in the Life" é uma canção da banda de rock inglesa Beatles que foi lançada como a faixa final do álbum de 1967 Sgt. Pepper's Lonely Hearts Club Band. Creditada a Lennon–McCartney, as seções de abertura e encerramento da música foram escritas principalmente por John Lennon, com Paul McCartney contribuindo principalmente com o meio-oito da canção (Woke up, fell out of bed...). Todos os quatro Beatles desempenharam um papel na formação do arranjo final da música.
As letras de Lennon foram inspiradas principalmente por artigos de jornais contemporâneos, incluindo uma reportagem sobre a morte do herdeiro do Guinness, Tara Browne. A gravação inclui duas passagens de glissandos orquestrais que foram parcialmente improvisadas no estilo vanguardista. No segmento do meio da música, McCartney relembra seus anos mais jovens, que incluíam andar de ônibus, fumar e ir às aulas. Após o segundo crescendo, a música termina com um dos acordes mais famosos da história da música popular, tocado em vários teclados, que se sustenta por mais de quarenta segundos.
Uma suposta referência a drogas no verso "I'd love to turn you on" resultou na proibição inicial da transmissão da música pela BBC. Jeff Beck, Chris Cornell, Barry Gibb, the Fall e Phish estão entre os artistas que fizeram covers da música. A música inspirou a criação do Deep Note, a marca registrada de áudio da empresa cinematográfica THX. Ela continua sendo uma das canções mais influentes e celebradas da história da música popular, aparecendo em muitas listas das melhores canções de todos os tempos e sendo comumente avaliada como a melhor canção dos Beatles.

## Antecedentes
John Lennon escreveu a melodia e a maioria das letras dos versos de "A Day in the Life" em meados de janeiro de 1967. Logo depois, apresentou a música a Paul McCartney, que contribuiu com uma seção de meio-oito. De acordo com Lennon, McCartney também contribuiu com a frase fundamental "I'd love to turn you on.". Em uma entrevista de 1970, Lennon discutiu sua colaboração na música:

Paul e eu definitivamente estávamos trabalhando juntos, especialmente em "A Day in the Life" ...  A maneira como escrevíamos a maior parte do tempo: você escrevia a parte boa, a parte que era fácil, como "I read the news today, oh boy" ou o que quer que fosse, então quando você travava ou sempre que ficava difícil, em vez de continuar, você simplesmente desiste; então nos encontrávamos, e eu cantava metade, e ele ficava inspirado para escrever a próxima parte e vice-versa. Ele era um pouco tímido sobre isso porque eu acho que ele pensou que já era uma boa música ... Então nós estávamos fazendo isso em seu quarto com o piano. Ele disse "Devemos fazer isso?" "Sim, vamos fazer aquilo."Original (em inglês): Paul and I were definitely working together, especially on "A Day in the Life" ... The way we wrote a lot of the time: you'd write the good bit, the part that was easy, like "I read the news today" or whatever it was, then when you got stuck or whenever it got hard, instead of carrying on, you just drop it; then we would meet each other, and I would sing half, and he would be inspired to write the next bit and vice versa. He was a bit shy about it because I think he thought it's already a good song ... So we were doing it in his room with the piano. He said "Should we do this?" "Yeah, let's do that."  (em inglês)
A música é um exemplo da inspiração mútua que frequentemente ocorria na parceria Lennon-McCartney. Conforme declarado por Lennon em 1968, "Foi um bom trabalho entre Paul e eu. Eu tive a parte 'I read the news today, oh boy, e isso excitou Paul, porque de vez em quando nós realmente nos excitamos com um pouco de música, e ele simplesmente disse 'yeah' - bang bang, tipo isso."
De acordo com o autor Ian MacDonald, "A Day in the Life" foi fortemente informada pelas revelações inspiradas pelo LSD de Lennon, na medida em que a canção "tratava da 'realidade' apenas na medida em que esta havia sido revelada pelo LSD como estando em grande parte nos olhos de quem vê". Depois de resistir por muito tempo à insistência de Lennon e George Harrison para que ele se juntasse a eles e Ringo Starr para experimentar LSD, McCartney o tomou pela primeira vez no final de 1966. Essa experiência contribuiu para a disposição dos Beatles de experimentar em Sgt. Pepper e para que Lennon e McCartney retornassem a um nível de colaboração que estava um tanto ausente.

## Letra

### Tara Browne
O crítico musical Tim Riley diz que em "A Day in the Life", Lennon usa o mesmo recurso lírico introduzido em "Strawberry Fields Forever", em que letras de forma livre permitem uma maior liberdade de expressão e criam uma "calma sobrenatural". Segundo Lennon, a inspiração para os dois primeiros versos foi a morte de Tara Browne, o herdeiro de 21 anos da fortuna do Guinness que sofreu um acidente de carro em 18 de dezembro de 1966. Browne era amigo de Lennon e McCartney, e havia instigado a primeira experiência de McCartney com LSD. Lennon adaptou a letra do verso da música de uma história na edição de 17 de janeiro de 1967 do Daily Mail, que relatou a decisão sobre uma ação de custódia dos dois filhos pequenos de Browne.
Durante uma sessão de composição na casa de McCartney no norte de Londres, Lennon e McCartney refinaram as letras, usando uma abordagem que o autor Howard Sounes compara à técnica de corte popularizada por William S. Burroughs. "Eu não copiei o acidente", disse Lennon. "Tara não explodiu sua mente, mas estava na minha mente quando eu estava escrevendo aquele verso. Os detalhes do acidente na música – sem perceber os semáforos e a multidão se formando no local – eram similarmente parte da ficção." Em 1997, McCartney expôs sobre o assunto: "O verso sobre o político explodindo sua mente em um carro que escrevemos juntos. Foi atribuído a Tara Browne, o herdeiro de Guinness, o que eu não acredito que seja o caso, certamente enquanto o escrevíamos, eu não estava atribuindo a Tara na minha cabeça. Na cabeça de John, pode ter sido. Na minha cabeça, eu estava imaginando um político drogado que parou em alguns semáforos e não percebeu que os semáforos haviam mudado. O 'explodiu sua mente' era puramente uma referência às drogas, nada a ver com um acidente de carro." Mas em 2021, McCartney relembrou a inspiração para esta parte da composição da seguinte forma: "Isso foi mais ou menos na mesma época, quando eu tinha vinte e poucos anos e saía de motoneta da casa do meu pai para a casa de Betty. Eu estava levando uma amiga, Tara Guinness. Ele morreu mais tarde em um acidente de carro. Ele era um bom rapaz. Escrevi sobre ele em 'A Day in the Life': 'Ele explodiu sua mente em um carro / Ele não percebeu que as luzes tinham mudado'."

### "4 000 buracos"
Lennon escreveu o verso final da música inspirado por um resumo de notícias da Far & Near, na mesma edição de 17 de janeiro do Daily Mail que inspirou os dois primeiros versos. Sob o título "Os buracos nas nossas estradas", o resumo afirmava: "Existem 4.000 buracos nas estradas de Blackburn, Lancashire, ou um vigésimo sexto de um buraco por pessoa, de acordo com uma pesquisa do conselho. Se Blackburn for típico, existem dois milhões de buracos nas estradas da Grã-Bretanha e 300 000 em Londres."

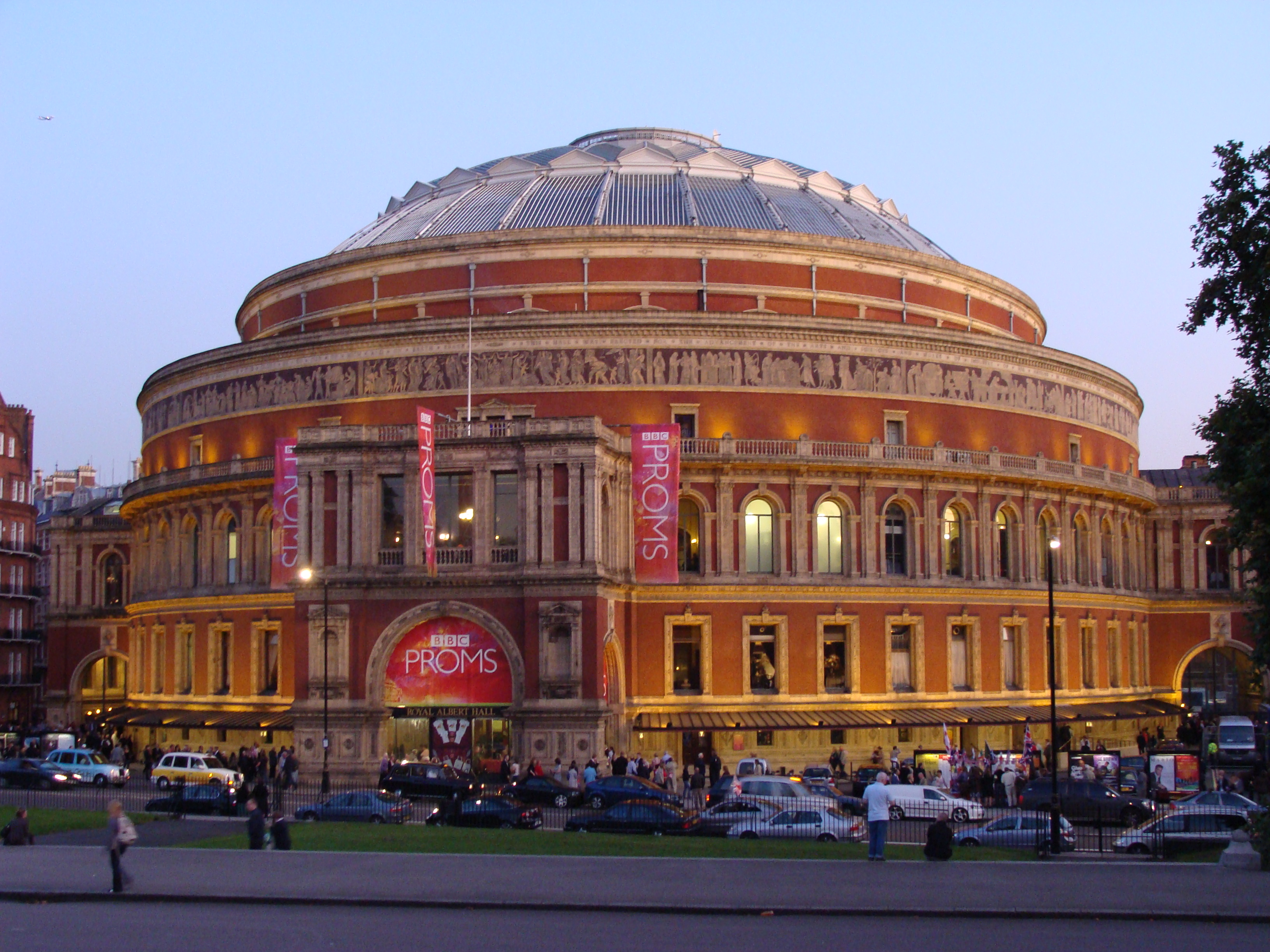
Em suas letras, Lennon menciona o Royal Albert Hall, um símbolo da Londres da era vitoriana e um local de concertos geralmente associado a apresentações de música clássica.

A história foi vendida ao Daily Mail em Manchester por Ron Kennedy, da agência Star News em Blackburn. Kennedy notou uma história do Lancashire Evening Telegraph sobre escavações na estrada e, em um telefonema para o departamento de engenharia do município, verificou o número anual de buracos na estrada. Lennon teve um problema com as palavras do verso final, no entanto, não conseguindo pensar em como conectar "Now they know how many holes it takes to" e "the Albert Hall". Seu amigo Terry Doran sugeriu que os buracos "encheriam" ("fill") o Albert Hall, e a letra acabou sendo usada.

### Cultura das drogas
McCartney disse sobre o verso "I'd love to turn you on" ("Eu adoraria te excitar"), que conclui ambas as seções do verso: "Esta foi a época de 'Turn on, tune in, drop out' de Tim Leary e nós escrevemos, 'Eu adoraria te excitar'. John e eu trocamos olhares cúmplices: 'Uh-huh, é uma música sobre drogas. Você sabe disso, não sabe?'". George Martin, o produtor dos Beatles, comentou que sempre suspeitou que o verso "found my way upstairs and had a smoke" fosse uma referência às drogas, lembrando como os Beatles "desapareciam e davam uma pequena tragada", presumivelmente de maconha, mas não na frente dele. "Quando [Martin] estava fazendo seu programa de TV sobre Pepper", McCartney lembrou mais tarde, "ele me perguntou: 'Você sabe o que causou Pepper?' Eu disse: 'Em uma palavra, George, drogas. Maconha.' E George disse: 'Não, não. Mas você não estava nisso o tempo todo.' 'Sim, estávamos.' Sgt. Pepper era um álbum de drogas."

### Outros pontos de referência
O autor Neil Sinyard atribuiu o verso do segundo verso "O exército inglês tinha acabado de vencer a guerra" ao papel de Lennon no filme How I Won the War, que ele filmou em setembro e outubro de 1966. Sinyard disse: "É difícil pensar [no verso] sem associá-lo automaticamente ao filme de Richard Lester."
O meio-oito fornecido por McCartney foi escrito como uma lembrança melancólica de seus anos mais jovens, que incluíam pegar o ônibus 82 para a escola, fumar e ir às aulas. Este tema – a juventude dos Beatles em Liverpool – correspondeu a "Penny Lane" (nomeada em homenagem à rua homônima em Liverpool) e "Strawberry Fields Forever" (nomeada em homenagem ao orfanato perto da casa de infância de Lennon em Liverpool), duas canções escritas para o álbum, mas lançadas como um lado A duplo.

## Estrutura e desenvolvimento musical

### Trilha básica
Os Beatles começaram a gravar a música, com o título provisório de "In the Life of...", no Estúdio Dois da EMI em 19 de janeiro de 1967. A formação enquanto ensaiavam a faixa era Lennon no piano, McCartney no órgão Hammond, Harrison no violão e Starr nas congas. A banda então gravou quatro tomadas da faixa rítmica, momento em que Lennon mudou para o violão e McCartney para o piano, com Harrison agora tocando maracas.
Como um elo entre o final do segundo verso e o início do oitavo do meio de McCartney, a banda incluiu uma ponte de 24 compassos. No início, os Beatles não tinham certeza de como preencher esta seção de links. Na conclusão da sessão em 19 de janeiro, a transição consistiu em um simples acorde de piano repetido e na voz do assistente Mal Evans contando os compassos. A voz de Evans foi tratada com quantidades gradualmente crescentes de eco. A ponte de 24 compassos terminou com o som de um despertador acionado por Evans. Embora a intenção original fosse editar o despertador tocando quando a seção fosse preenchida, ele complementava a peça de McCartney – que começa com o verso "Woke up, fell out of bed" ("Acordei, caí da cama") – então a decisão foi manter o som. Uma segunda transição segue a linha final de McCartney do oitavo meio ("I went into a dream"), consistindo de "aah"s vocalizados que se conectam ao verso final da música. (Os relatos divergem quanto a qual dos Beatles a cantou.)
A faixa foi refinada com remixagem e partes adicionais adicionadas em 20 de janeiro e 3 de fevereiro. Durante a última sessão, McCartney e Starr regravaram suas contribuições no baixo e na bateria, respectivamente. Starr mais tarde destacou seus preenchimentos na música como típicos de uma abordagem em que "eu tento me tornar um instrumento; tocar o clima da música. Por exemplo, 'Four thousand holes in Blackburn, Lancashire', - boom ba bom. Eu tento mostrar isso; o clima desencantador." Como na faixa de 1966 "Rain", o jornalista musical Ben Edmonds reconhece a execução de Starr como um reflexo de sua empatia com a composição de Lennon. Na descrição de Edmonds, a bateria em "A Day in the Life" "incorpora uma deriva psicodélica – misterioso, surpreendente, sem perder de vista o seu papel rítmico".

### Orquestra

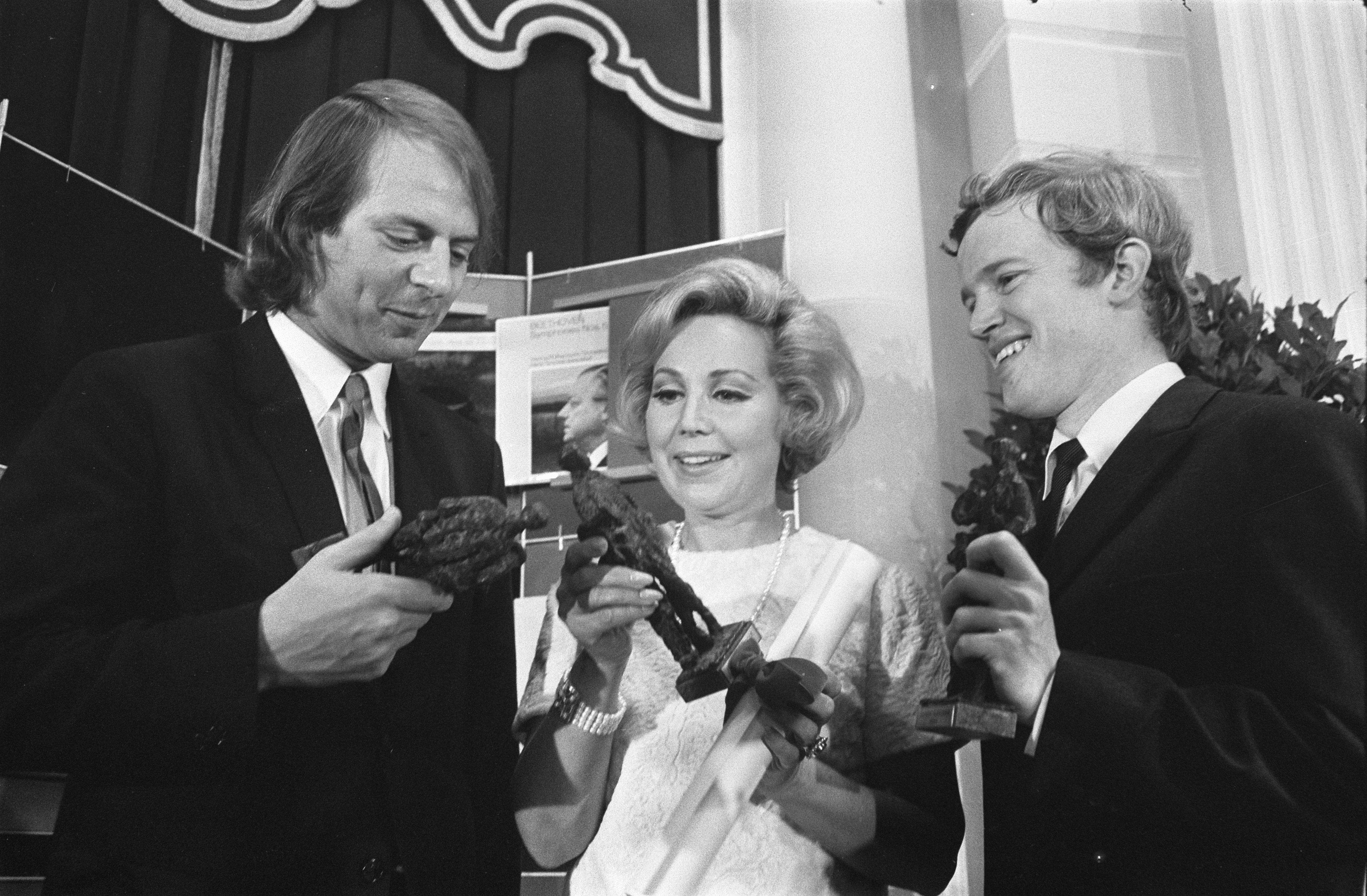
Os segmentos orquestrais da música refletem a influência de compositores de vanguarda como Karlheinz Stockhausen (à esquerda, em uma cerimônia de premiação em Amsterdã em outubro de 1969).

As partes orquestrais de "A Day in the Life" refletem o interesse de Lennon e McCartney no trabalho de compositores de vanguarda como Karlheinz Stockhausen, Luciano Berio e John Cage. Para preencher a seção central vazia de 24 compassos, o pedido de Lennon a George Martin foi que a orquestra fornecesse "uma tremenda construção, do nada até algo absolutamente parecido com o fim do mundo". McCartney sugeriu que os músicos improvisassem sobre o segmento. Para dissipar as preocupações de que músicos com formação clássica não seriam capazes de fazer isso, Martin escreveu uma partitura solta para a seção. Usando o ritmo implícito na entonação escalonada de Lennon nas palavras "turn you on", a partitura era um crescendo atonal estendido que encorajava os músicos a improvisar dentro da estrutura definida. A parte orquestral foi gravada em 10 de fevereiro de 1967 no Studio One do EMI Studios, com Martin e McCartney conduzindo uma orquestra de 40 peças. A sessão de gravação foi concluída a um custo total de 367 libras (equivalente a 8 414 libras em 2021) para os músicos da orquestra, uma extravagância na época. Martin descreveu mais tarde a explicação de sua partitura para a orquestra intrigada:

O que eu fiz lá foi escrever... a nota mais baixa possível para cada um dos instrumentos da orquestra. No final dos vinte e quatro compassos, escrevi a nota mais alta... perto de um acorde de mi maior. Então, coloquei uma linha ondulada bem no meio dos vinte e quatro compassos, com pontos de referência para dizer a eles aproximadamente qual nota eles deveriam ter alcançado durante cada compasso... Claro, todos olharam para mim como se eu fosse completamente louco.Original (em inglês): What I did there was to write ... the lowest possible note for each of the instruments in the orchestra. At the end of the twenty-four bars, I wrote the highest note ... near a chord of E major. Then I put a squiggly line right through the twenty-four bars, with reference points to tell them roughly what note they should have reached during each bar ... Of course, they all looked at me as though I were completely mad.  (em inglês)
McCartney queria originalmente uma orquestra de 90 integrantes, mas isso se mostrou impossível. Em vez disso, o segmento semi-improvisado foi gravado várias vezes, preenchendo uma máquina de fita de quatro pistas separada, e as quatro gravações diferentes foram sobrepostas em um único crescendo massivo. Os resultados foram bem-sucedidos; na edição final da música, a ponte orquestral é reprisada após o verso final.
Os Beatles organizaram a sessão orquestral como um acontecimento no estilo dos anos 1960, com convidados como Mick Jagger, Marianne Faithfull, Keith Richards, Brian Jones, Donovan, Pattie Boyd, Michael Nesmith e membros do coletivo de design psicodélico The Fool. Supervisionado por Tony Bramwell da NEMS Enterprises, o evento foi filmado para uso em um especial de televisão projetado que nunca se materializou. Refletindo o gosto dos Beatles pela experimentação e pela vanguarda, os músicos da orquestra foram convidados a usar trajes formais e, em seguida, receberam uma peça de traje para contrastar com esse traje. Isso resultou em diferentes jogadores usando desde narizes falsos até mamilos falsos adesivos. Martin lembrou que o violinista principal tocou usando uma pata de gorila, enquanto um tocador de fagote colocou um balão na ponta de seu instrumento.
No final da noite, os quatro Beatles e alguns dos seus convidados fizeram uma overdub de um zumbido prolongado para fechar a música – uma ideia que mais tarde descartaram. De acordo com o historiador dos Beatles, Mark Lewisohn, as fitas desta sessão orquestral de 10 de fevereiro revelam os convidados aplaudindo intensamente após a segunda passagem orquestral. Entre os funcionários da EMI presentes no evento, um deles lembrou como Ron Richards, o produtor do The Hollies, ficou impressionado com a música que ouviu; na descrição de Lewisohn, Richards "[sentou-se] com a cabeça entre as mãos, dizendo 'Eu simplesmente não consigo acreditar' ... Desisto.'". Martin mais tarde ofereceu sua própria opinião sobre a sessão orquestral: "parte de mim disse 'Estamos sendo um pouco autoindulgentes aqui.' A outra parte de mim disse 'É sangrento marvellous!'".

### Acorde final e conclusão

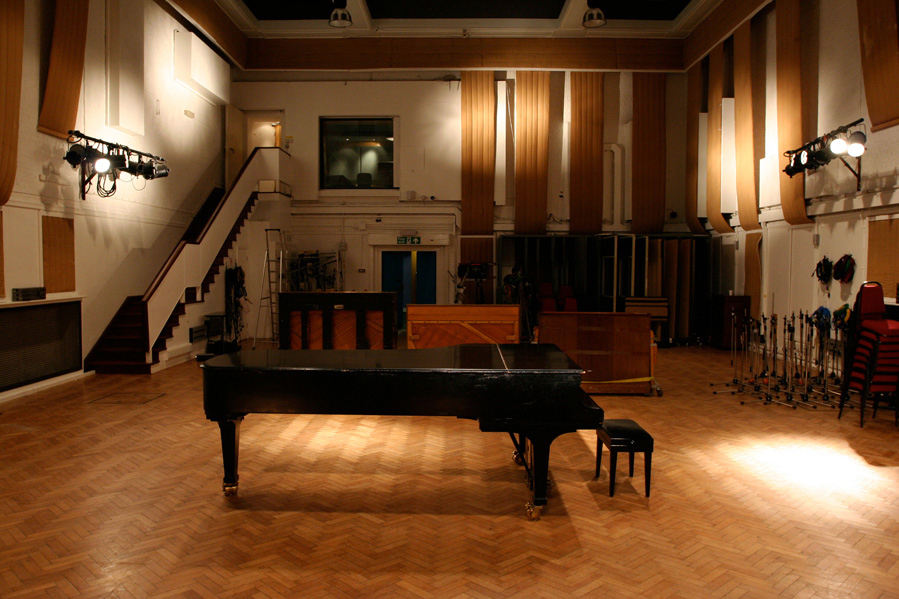
Um piano de cauda no Estúdio Dois da EMI, onde o acorde final do piano foi gravado em 22 de fevereiro de 1967.

Após o crescendo orquestral final, a música termina com um dos acordes finais mais famosos da história da música. Sobreposto no lugar do experimento vocal de 10 de fevereiro, este acorde foi adicionado durante uma sessão no Studio Two da EMI em 22 de fevereiro. Lennon, McCartney, Starr e Evans compartilharam três pianos diferentes, com Martin em um harmônio, e todos tocaram um acorde de mi maior simultaneamente. O acorde foi feito para soar por mais de quarenta segundos aumentando o nível de som da gravação à medida que a vibração desaparecia. No final do acorde, o nível da gravação era tão alto que os ouvintes podiam ouvir os sons do estúdio, incluindo papéis farfalhando e uma cadeira rangendo. No comentário do autor Jonathan Gould sobre "A Day in the Lide", ele descreve o acorde final como "uma meditação de quarenta segundos sobre a finalidade que deixa cada membro da audiência ouvindo com um novo tipo de atenção e consciência ao som do nada".
Um dos primeiros outsiders a ouvir a gravação completa foi David Crosby dos Byrds quando ele visitou os Beatles durante a sessão de overdubbing de "Lovely Rita" em 24 de fevereiro. Ele relembrou sua reação à música: "Cara, eu era um dish-rag. Fiquei chocado. Levei vários minutos para conseguir falar depois disso." Devido às múltiplas tomadas necessárias para aperfeiçoar a cacofonia orquestral e o acorde final, o tempo total gasto na gravação de "A Day in the Life" foi de 34 horas. Em contraste, o álbum de estreia dos Beatles, Please Please Me, foi gravado na íntegra em apenas 15 horas e 45 minutos.

### Tom agudo e groove de saída
Após "A Day in the Life" no álbum Sgt. Pepper (lançado inicialmente em LP no Reino Unido e anos depois em CD no mundo todo), há um tom de alta frequência de 15 quilohertz e algumas conversas de estúdio aleatoriamente emendadas. O tom é o mesmo de um apito de cachorro, no limite superior da audição humana, mas dentro da faixa que cães e gatos podem ouvir. Esta adição fazia parte do humor dos Beatles e foi sugerida por Lennon. O balbucio de estúdio, intitulado nas notas da sessão "Edit for LP End" e gravado em 21 de abril de 1967, dois meses após os masters mono e estéreo de "A Day in the Life" terem sido finalizados, foi adicionado ao groove de run-out da prensagem britânica inicial. Os dois ou três segundos de rabiscos voltavam a si mesmos infinitamente em qualquer toca-discos não equipado com um retorno automático do braço do fonógrafo. Alguns ouvintes discerniram palavras entre o jargão vocal, incluindo Lennon dizendo "Been so high", seguido pela resposta de McCartney: "Never could be any other way." As cópias americanas do álbum não tinham o tom agudo e o balbucio de estúdio.

## Variações
No álbum Sgt. Pepper, o início de "A Day in the Life" é mesclado com os aplausos no final da faixa anterior, "Sgt. Pepper's Lonely Hearts Club Band (Reprise)". No LP de compilação dos Beatles de 1967–1970, o crossfade é cortado e a faixa começa abruptamente após o início da gravação original, mas no álbum da trilha sonora Imagine: John Lennon e nas versões em CD de 1967–1970, a música começa de forma limpa, sem efeitos de aplausos.
O álbum Anthology 2, lançado em 1996, apresentou um remix composto de "A Day in the Life", incluindo elementos das duas primeiras tomadas, representando a música em seu estágio inicial, pré-orquestral, enquanto Anthology 3, o último de uma trilogia de álbuns com Anthology 1 e Anthology 2, todos os quais se relacionam com o especial televisionado The Beatles Anthology, incluiu uma versão de "The End", a última faixa do álbum que significa o fim de The Beatles Anthology ao ter a última nota desaparecendo no acorde final de "A Day in the Life" (invertido e tocado para frente). A versão no álbum de remixes da trilha sonora de 2006, Love, tem a música começando com a introdução de Lennon de "sugar plum fairy", com as cordas sendo mais proeminentes durante os crescendos. Em 2017, um punhado de outtakes das sessões de gravação, incluindo o primeiro take, foram incluídos nas versões de dois e seis discos da edição do 50º aniversário de Sgt. Pepper.

## Proibição da rádio BBC
A música se tornou polêmica por suas supostas referências às drogas. Em 20 de maio de 1967, durante a prévia do álbum Sgt. Pepper no BBC Light Programme, o disc jockey Kenny Everett foi impedido de tocar "A Day in the Life". A BBC anunciou que não transmitiria a música devido ao verso "I'd love to turn you on", que, segundo a corporação, defendia o uso de drogas. Outras letras que supostamente fazem referência a drogas incluem "found my way upstairs and had a smoke / somebody spoke and I went into a dream" ("achei o caminho para cima e fumei um cigarro / alguém falou e eu entrei em um sonho"). Um porta-voz da BBC declarou: "Ouvimos essa música várias vezes. E decidimos que ela parece ir um pouco longe demais e pode encorajar uma atitude permissiva em relação ao uso de drogas."
Na época, Lennon e McCartney negaram que houvesse referências a drogas em "A Day in the Life" e reclamaram publicamente da proibição em um jantar na casa de seu empresário, Brian Epstein, comemorando o lançamento de seu álbum. Lennon disse que a canção era simplesmente sobre "um acidente e sua vítima", e chamou o verso em questão de "a mais inocente das frases". McCartney disse mais tarde: "Esta foi a única no álbum escrita como uma provocação deliberada. Uma canção que você coloca no seu cachimbo. ... Mas o que queremos é levá-los à verdade e não à maconha." Os Beatles, no entanto, alinharam-se à cultura das drogas na Grã-Bretanha ao pagar (por instigação de McCartney) um anúncio de página inteira no The Times, no qual, juntamente com outros 60 signatários, eles e Epstein denunciaram a lei contra a maconha como "imoral em princípio e impraticável na prática". Além disso, em 19 de junho, McCartney confirmou a um repórter da ITN, além de sua declaração em uma entrevista recente à revista Life, que havia tomado LSD. Descrito por MacDonald como uma "admissão descuidada", levou à condenação de McCartney na imprensa britânica, relembrando o clamor causado pela publicação do comentário de Lennon "Mais popular que Jesus" nos EUA em 1966. A proibição da BBC sobre a música foi finalmente suspensa em 13 de março de 1972.

## Reconhecimento e recepção
| Região      | Certificação | Vendas  | Ref.   |
| ----------- | ------------ | ------- | ------ |
| Reino Unido | Prata        | 200 000 | [ 96 ] |

Relembrando o lançamento de Sgt. Pepper em seu livro de 1977, The Beatles Forever, Nicholas Schaffner escreveu que "Nada parecido com 'A Day in the Life' havia sido tentado antes na chamada música popular" em termos do "uso de dinâmica e truques de ritmo, e de espaço e efeito estéreo, e sua hábil mistura de cenas de sonho, realidade e sombras intermediárias". Schaffner disse que no contexto de 1967, a faixa "era tão visualmente evocativa que parecia mais um filme do que uma mera canção. Exceto que as imagens estavam todas em nossas cabeças." Tendo recebido uma fita de "A Day in the Life" de Harrison antes de deixar Londres, David Crosby fez um forte proselitismo sobre Sgt. Pepper para seu círculo em Los Angeles, compartilhando a gravação com seus companheiros de banda Byrds e Graham Nash. Mais tarde, Crosby expressou surpresa pelo fato de que em 1970 os sentimentos poderosos do álbum não foram suficientes para impedir a Guerra do Vietnã.
Richard Goldstein, do The New York Times, chamou a canção de "uma excursão mortalmente séria em música emotiva com uma letra arrepiante" e disse que ela "se destaca como uma das composições mais importantes de Lennon-McCartney". … [e] um evento Pop histórico". Em seus elogios à faixa, ele fez comparações entre suas letras e o trabalho de T. S. Eliot e comparou sua música a Wagner. Em uma pesquisa de críticos de música contemporânea publicada pela revista Jazz &amp; Pop, "A Day in the Life" venceu nas categorias de Melhor Canção Pop e Melhor Arranjo Pop.
Em sua avaliação da música, o musicólogo Walter Everett afirma que, assim como no álbum Revolver da banda, "a peça mais monumental da Sgt. Pepper's Lonely Hearts Club Band foi de Lennon". Ele identifica a característica mais marcante da faixa como "sua abordagem misteriosa e poética a tópicos sérios que se reúnem em uma mensagem maior e direta para seus ouvintes, uma personificação do ideal central que os Beatles defendiam: que uma vida verdadeiramente significativa só pode ser alcançada quando alguém está ciente de si mesmo e do ambiente e supera o status quo". O biógrafo dos Beatles, Philip Norman, descreve "A Day in the Life" como uma "obra-prima" e a cita como um exemplo de como Sgt. Pepper "certamente foi o Freak Out de John! ", referindo-se ao álbum de 1966 do Mothers of Invention. Como faixa de encerramento de Sgt. Pepper, a música foi objeto de intenso escrutínio e comentários. Na descrição de Ian MacDonald, foi interpretado "como um retorno sóbrio ao mundo real após a fantasia embriagada de 'Pepperland'; como uma declaração conceitual sobre a estrutura do álbum pop (ou o artifício do estúdio, ou a falsidade da performance gravada); como uma evocação de uma viagem ruim [de LSD]; como uma 'Terra Desolada Pop' ; até mesmo como uma celebração mórbida da morte".
"A Day in the Life" se tornou uma das músicas mais influentes dos Beatles, e muitos agora a consideram o maior trabalho da banda. Paul Grushkin, em seu livro Rockin' Down the Highway: The Cars and People That Made Rock Roll, chamou a faixa de "uma das obras mais ambiciosas, influentes e inovadoras da história da música pop". De acordo com o musicólogo John Covach, "' A Day in the Life' é talvez uma das faixas mais importantes da história do rock; com apenas quatro minutos e quarenta e cinco segundos, deve certamente estar entre as peças épicas mais curtas do rock." Em sua análise da edição do 50º aniversário de Sgt. Pepper para a Rolling Stone, Mikal Gilmore diz que "A Day in the Life" e " Within You Without You " de Harrison são as únicas canções do álbum que transcendem seu legado como "uma gestalt: um todo que era maior do que a soma de suas partes". Em um artigo de 2017 para a Newsweek, Tim de Lisle citou a lembrança de Chris Smith dele e de seu colega estudante de arte Freddie Mercury "escrevendo pequenos trechos de canções que unimos, como 'A Day in the Life'" , como evidência para mostrar que "sem Pepper, sem 'Bohemian Rhapsody'."
James A. Moorer disse que tanto "A Day in the Life" quanto uma fuga em si menor de Bach foram suas fontes de inspiração para Deep Note, a marca registrada de áudio que ele criou para a produtora de filmes THX. O acorde final da música inspirou o designer de som da Apple, Jim Reekes, a criar o som de inicialização do Apple Macintosh presente nos computadores Macintosh Quadra. Reekes disse que usou "um acorde de dó maior, tocado com ambas as mãos esticadas o máximo possível", tocado em um Korg Wavestation EX.
"A Day in the Life" aparece em muitas listas de melhores músicas. Ficou em décimo segundo lugar na lista das 50 faixas da CBC, a segunda música dos Beatles mais bem colocada na lista, depois de "In My Life". Ficou em primeiro lugar na lista da revista Q das 50 maiores canções britânicas de todos os tempos e ficou no topo das 101 maiores canções dos Beatles 's Mojo, conforme decidido por um painel de músicos e jornalistas. "A Day in the Life" também foi indicada ao Grammy em 1967 como Melhor Arranjo de Vocalista ou Instrumentista Acompanhante. Em 2004, a Rolling Stone classificou-a na posição 28 na lista da revista "As 500 Maiores Canções de Todos os Tempos", posição 28 em uma lista revisada em 2011, posição 24 em uma lista revisada em 2021, e em 2010, considerou-a a melhor canção dos Beatles. Está listado no número 5 na lista 's Pitchfork das "200 melhores canções da década de 1960".

## Legado
Em 27 de agosto de 1992, as letras manuscritas de Lennon foram vendidas pelo espólio de Mal Evans em um leilão na Sotheby's de Londres por 100 000 dólares (56 600 libras) para Joseph Reynoso, um americano de Chicago. A letra foi colocada à venda novamente em março de 2006 pela Bonhams em Nova York. As propostas seladas foram abertas em 7 de março de 2006 e as ofertas começaram em cerca de 2 milhões de dólares. A folha com a letra da música foi leiloada novamente pela Sotheby's em junho de 2010. Foi comprado por um comprador americano anônimo que pagou 1 200 000 dólares (810 000 libras).
McCartney cantou a música em alguns de seus shows ao vivo desde sua turnê de 2008. É tocada em um medley com "Give Peace a Chance". Em 11 de março de 2022, a música foi certificada como prata pela British Phonographic Industry (BPI) por vendas e streams superiores a 200 000 unidades.

### Versões cover
A canção foi gravada por muitos outros artistas, notadamente por Jeff Beck no álbum de George Martin de 1998, In My Life, que foi usado no filme Across the Universe, e no álbum de Beck de 2008, Performing This Week: Live at Ronnie Scott's Jazz Club, que rendeu a Beck o prêmio Grammy de 2010 de Melhor Performance Instrumental de Rock.
O grupo inglês The Fall gravou uma versão para a coletânea Sgt. Pepper Knew My Father da NME.
O guitarrista de jazz Wes Montgomery lançou uma versão smooth jazz da música, em seu estilo de oitava reconhecível com acompanhamento de cordas, em seu álbum de 1967, A Day in the Life. O álbum também incluiu a versão do guitarrista de "Eleanor Rigby", dos Beatles. A gravação é uma das adaptações de canções populares de Montgomery, feita após sua mudança do som hardbop e pós-bop da Riverside Records para o smooth jazz, discos do período A&M que eram direcionados ao público popular. O álbum alcançou a posição 13, a posição mais alta de Montgomery na parada de álbuns da Billboard 200.
A Orquestra Sinfônica de Londres lançou um cover orquestral da música em 1978 no Classic Rock: The Second Movement. Também foi regravada pelos Bee Gees para o filme de 1978 Sgt. Pepper's Lonely Hearts Club Band e foi incluída na trilha sonora de mesmo nome, produzida por Martin. Creditada a Barry Gibb, esta versão foi lançada como single, acompanhada de "Nowhere Man".
David Bowie usou a letra "I hear the news today—oh, boy!" em sua canção de 1975 "Young Americans". Lennon apareceu duas vezes no álbum Young Americans de Bowie, fornecendo guitarra e vocais de apoio. Bob Dylan incluiu a mesma linha em sua canção tributo a Lennon, "Roll on John", no álbum Tempest de 2012.
Phish fez covers da música mais de 73 vezes desde que a estreou em 10 de junho de 1995.
Chris Cornell cantou a música ao vivo no Royal Albert Hall em 2016, e ela foi lançada na edição deluxe de seu álbum autointitulado de 2018.
Uma versão ao vivo de Sting pode ser encontrada no EP Demolition Man.

## Créditos[137]
| Os Beatles - John Lennon – vocal principal (versos), violão, piano (acorde final) - Paul McCartney – vocal principal (meio-oito), piano (acorde completo e final), baixo - George Harrison – maracas - Ringo Starr - bateria, congas, piano (acorde final) Músicos adicionais - Mal Evans – despertador, contagem, piano (acorde final) - George Martin – arranjo orquestral, harmônio (acorde final) - Erich Gruenberg, Granville Jones, Bill Monro, Jurgen Hess, Hans Geiger, D. Bradley, Lionel Bentley, David McCallum, Donald Weekes, Henry Datyner, Sidney Sax, Ernest Scott, Carlos Villa – violino | - John Underwood, Gwynne Edwards, Bernard Davis, John Meek – viola - Francisco Gabarro, Dennis Vigay, Alan Delziel, Alex Nifosi – violoncelo - Cyril Mac Arther, Gordon Pearce – contrabaixo - John Marson – harpa - Roger Lord – oboé - Basil Tschaikov, Jack Brymer – clarinete - N. Fawcett, Alfred Waters – fagote - Clifford Seville, David Sandeman – flauta - Alan Civil, Neil Sanders – trompa francesa - David Mason, Monty Montgomery, Harold Jackson – trompete - Raymond Brown, Raymond Premru, T. Moore – trombone - Michael Barnes – tuba - Tristan Fry – tímpanos - Marijke Koger – pandeiro |